# Iosefo Verevou
Iosefo Verevou (ur. 1 maja 1995 w Naselai) – fidżyjski piłkarz grający na pozycji środkowego napastnika w klubie Suva FC.
Uczestnik Letnich Igrzysk Olimpijskich 2016 i Mistrzostw Świata U-20 w Piłce Nożnej 2015.

## Kariera klubowa

### Rewa FC
Verevou grał w Rewie FC od 2011 roku, debiutując w niej jako 15-latek. W barwach tej drużyny zdobył Puchar Fidżi (2018). W 2015 roku zdobył nagrodę FASANOC Sportsmen of the Year. Przez ostatnie dwa lata gry w Rewie FC Fidżyjczyk rozegrał dla niej 19 meczów, strzelając 4 gole.

### Suva FC
Verevou przeszedł do Suva FC 1 lutego 2019 roku wraz ze swoim bratem – Epelim Saukuru. Zadebiutował dla tego zespołu 10 lutego 2019 roku w przegranym 0:1 spotkaniu przeciwko Ba FC. Pierwszego gola piłkarz ten strzelił 25 października 2020 roku w meczu z Nasinu FC (wyg. 5:0). Do 2 października 2021 roku w barwach Suvy FC Fidżyjczyk wystąpił 18 razy, zdobywając jedną bramkę.

## Kariera reprezentacyjna
| Mecze i gole w reprezentacji | Mecze i gole w reprezentacji | Mecze i gole w reprezentacji | Mecze i gole w reprezentacji | Mecze i gole w reprezentacji | Mecze i gole w reprezentacji | Mecze i gole w reprezentacji | Mecze i gole w reprezentacji         |
| Fidżi U-17                   | Fidżi U-17                   | Fidżi U-17                   | Fidżi U-17                   | Fidżi U-17                   | Fidżi U-17                   | Fidżi U-17                   | Fidżi U-17                           |
| Lp.                          | Data                         | Miejsce                      | Gospodarz                    | Gość                         | Wynik                        | Gol                          | Rozgrywki                            |
| ---------------------------- | ---------------------------- | ---------------------------- | ---------------------------- | ---------------------------- | ---------------------------- | ---------------------------- | ------------------------------------ |
| 1.                           | 08.01.2011                   | Auckland                     | Samoa Amerykańskie U-17      | Fidżi U-17                   | 0:9                          | Gol                          | Puchar Narodów Oceanii U-17 2011     |
| 2.                           | 10.01.2011                   | Auckland                     | Papua-Nowa Gwinea U-17       | Fidżi U-17                   | 2:1                          |                              | Puchar Narodów Oceanii U-17 2011     |
| 3.                           | 14.01.2011                   | Auckland                     | Vanuatu U-17                 | Fidżi U-17                   | 3:0                          |                              | Puchar Narodów Oceanii U-17 2011     |
| 4.                           | 17.04.2013                   | Luganville                   | Nowa Kaledonia U-17          | Fidżi U-17                   | 3:0                          |                              | Puchar Narodów Oceanii U-17 2013     |
| 5.                           | 19.04.2013                   | Luganville                   | Vanuatu U-17                 | Fidżi U-17                   | 1:1                          | Gol                          | Puchar Narodów Oceanii U-17 2013     |
| 6.                           | 21.04.2013                   | Luganville                   | Papua-Nowa Gwinea U-17       | Fidżi U-17                   | 0:2                          | Gol                          | Puchar Narodów Oceanii U-17 2013     |
| 7.                           | 23.04.2013                   | Luganville                   | Nowa Zelandia U-17           | Fidżi U-17                   | 4:2                          | Gol                          | Puchar Narodów Oceanii U-17 2013     |
| 8.                           | 25.04.2013                   | Luganville                   | Wyspy Cooka U-17             | Fidżi U-17                   | 0:5                          | Gol · Gol                    | Puchar Narodów Oceanii U-17 2013     |
| Fidżi U-20                   |                              |                              |                              |                              |                              |                              |                                      |
| Lp.                          | Data                         | Miejsce                      | Gospodarz                    | Gość                         | Wynik                        | Gol                          | Rozgrywki                            |
| 1.                           | 01.06.2015                   | Christchurch                 | Niemcy U-20                  | Fidżi U-20                   | 8:1                          | Gol                          | Mistrzostwa Świata U-20 2015         |
| 2.                           | 04.06.2015                   | Christchurch                 | Honduras U-20                | Fidżi U-20                   | 0:3                          | Gol                          | Mistrzostwa Świata U-20 2015         |
| 3.                           | 07.06.2015                   | Whangarei                    | Fidżi U-20                   | Uzbekistan U-20              | 0:3                          |                              | Mistrzostwa Świata U-20 2015         |
| Fidżi U-23                   |                              |                              |                              |                              |                              |                              |                                      |
| Lp.                          | Data                         | Miejsce                      | Gospodarz                    | Gość                         | Wynik                        | Gol                          | Rozgrywki                            |
| 1.                           | 05.07.2015                   | Port Moresby                 | Mikronezja U-23              | Fidżi U-23                   | 0:38                         | Gol · Gol · Gol · Gol · Gol  | Puchar Narodów Oceanii U-23 2015     |
| 2.                           | 07.07.2015                   | Port Moresby                 | Tahiti U-23                  | Fidżi U-23                   | 0:0                          |                              | Puchar Narodów Oceanii U-23 2015     |
| 3.                           | 12.07.2015                   | Port Moresby                 | Vanuatu U-23                 | Fidżi U-23                   | 0:0 (3:4 p.r.k.)             |                              | Puchar Narodów Oceanii U-23 2015     |
| 4.                           | 15.07.2015                   | Port Moresby                 | Nowa Kaledonia U-23          | Fidżi U-23                   | 2:1                          |                              | Mecz towarzyski                      |
| 5.                           | 17.07.2015                   | Port Moresby                 | Papua-Nowa Gwinea U-23       | Fidżi U-23                   | 2:1                          |                              | Mecz towarzyski                      |
| 6.                           | 05.08.2016                   | Salvador                     | Korea Południowa U-23        | Fidżi U-23                   | 8:0                          |                              | Letnie Igrzyska Olimpijskie 2016     |
| 7.                           | 07.08.2016                   | Salvador                     | Meksyk U-23                  | Fidżi U-23                   | 5:1                          |                              | Letnie Igrzyska Olimpijskie 2016     |
| 8.                           | 10.08.2016                   | Belo Horizonte               | Niemcy U-23                  | Fidżi U-23                   | 10:0                         |                              | Letnie Igrzyska Olimpijskie 2016     |
| Fidżi                        |                              |                              |                              |                              |                              |                              |                                      |
| Lp.                          | Data                         | Miejsce                      | Gospodarz                    | Gość                         | Wynik                        | Gol                          | Rozgrywki                            |
| 1.                           | 07.11.2015                   | Port Vila                    | Vanuatu                      | Fidżi                        | 1:1                          |                              | Mecz towarzyski                      |
| 2.                           | 10.11.2015                   | Port Vila                    | Vanuatu                      | Fidżi                        | 2:1                          |                              | Mecz towarzyski                      |
| 3.                           | 28.05.2016                   | Port Moresby                 | Nowa Zelandia                | Fidżi                        | 3:1                          |                              | Mistrzostwa Świata 2018 – eliminacje |
| 4.                           | 31.05.2016                   | Port Moresby                 | Wyspy Salomona               | Fidżi                        | 0:1                          |                              | Mistrzostwa Świata 2018 – eliminacje |
| 5.                           | 04.06.2016                   | Port Moresby                 | Vanuatu                      | Fidżi                        | 3:2                          |                              | Mistrzostwa Świata 2018 – eliminacje |
| 6.                           | 25.05.2017                   | Suva                         | Fidżi                        | Wyspy Salomona               | 1:1                          |                              | Mecz towarzyski                      |
| 7.                           | 28.05.2017                   | Lautoka                      | Fidżi                        | Wyspy Salomona               | 1:0                          |                              | Mecz towarzyski                      |
| 8.                           | 07.06.2017                   | Lautoka                      | Fidżi                        | Nowa Kaledonia               | 2:2                          |                              | Mistrzostwa Świata 2018 – eliminacje |
| 9.                           | 11.06.2017                   | Numea                        | Nowa Kaledonia               | Fidżi                        | 2:1                          |                              | Mistrzostwa Świata 2018 – eliminacje |
| 10.                          | 02.09.2017                   | Bekasi                       | Indonezja                    | Fidżi                        | 0:0                          |                              | Mecz towarzyski                      |

## Sukcesy
Sukcesy w karierze klubowej:
- Puchar Fidżi – 1x, z Rewą FC, sezon 2018
- Battle of the Giants – 1x, z Suvą FC, sezon 2020
- National Football League – 1x, z Suvą FC, sezon 2020

Sukcesy w karierze reprezentacyjnej:
- Puchar Narodów Oceanii U-23 2015 – 1x, z Fidżi U-23, sezon 2015

Sukcesy indywidualne:
- FASANOC Sportsmen of the Year: 2015